# جيري دوبونت
جيري دوبونت هو لاعب هوكي الجليد كندي، ولد في 21 فبراير 1962 في أوتاوا في كندا.

## وصلات خارجية
- جيري دوبونت على موقع دوري الهوكي الوطني (الإنجليزية)
- جيري دوبونت على موقع EliteProspects.com (الإنجليزية)
- جيري دوبونت على موقع HockeyDB.com (الإنجليزية)
- جيري دوبونت على موقع Hockey-Reference.com (الإنجليزية)